# Wolfgang Dahmen (Romanist)

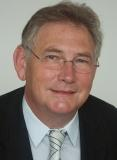
Wolfgang Dahmen

Wolfgang Dahmen (* 20. Januar 1950 in Düsseldorf) ist ein deutscher Romanist und war bundesweit der einzige Professor für Rumänische Sprach- und Literaturwissenschaft. Er ist Emeritus der Friedrich-Schiller-Universität Jena, wo er zuletzt am Institut für Romanistik tätig war. Wolfgang Dahmen ist verheiratet mit Ursula Dahmen. Er publiziert über Dialektologie, Onomastik, Soziolinguistik, Sprachkontakt, Sprachgeschichte und Verschriftung.

## Biografie

### Schul- und Studienzeit
Wolfgang Dahmen lernte schon als Schüler Französisch und Italienisch und studierte von 1968 bis 1974 Romanistik, Geographie und Geschichte in Köln und Nancy, wo er als Assistant d’allemand am Centre Pédagogique Régional tätig war. Über seine Studienzeit schreibt Dahmen: „[…] Die Freiheiten […] habe ich genutzt, um in Nachbardisziplinen ‚hineinzuriechen‘, wie es inzwischen völlig unmöglich wäre. Mir hat dieser Blick über den Tellerrand […] außerordentlich gut getan […]“. Als Stipendiat hielt er sich in Frankreich, Italien, Rumänien, Ungarn, der Schweiz und Bulgarien auf.
Über seinen Weg zur Rumänistik berichtet er: „[…] Ins Auge stach mir schon bald nach Studienbeginn, dass es in Köln die Möglichkeit gab, Rumänisch zu lernen, da dort aufgrund eines kurz zuvor zwischen der Bundesrepublik Deutschland und Rumänien geschlossenen Kulturabkommens ein Lektor aus Rumänien lehrte […]“. Mit der ersten Philologischen Staatsprüfung in den Fächern Französisch und Geographie schloss er das Studium ab. „[…] Nebenbei aber absolvierte ich weiter die Rumänischsprachkurse und begann, auch andere Sprachen wie Ungarisch oder verschiedene slavische Sprachen zu lernen, die mir für das Verständnis der Struktur des Rumänischen interessant zu sein schienen […]“, berichtet Dahmen. Ein Zusatzstudium der Klassischen Philologie absolvierte er von 1975 bis 1977 an der Universität Köln.

### Orientierungsphase
1975 nahm Dahmen an einer Studienreise zu den Istrorumänen teil; über den Aufenthalt dort sagt er rückblickend: „[…] Er weckte in mir nicht nur das Interesse an der süddanubischen Rumänität […], sondern zudem das an Sprachaufnahmen und Mundartenforschung […]“. 1976 folgt eine Forschungsreise zu den Aromunen in Jugoslawien und Griechenland. 1977 hatte er eine Vertretungsstelle im Rumänischen Lektorat der Universität Köln. Im gleichen Jahr begann Dahmen als freier Mitarbeiter beim Westdeutschen Rundfunk in Köln zu arbeiten. Seit 1978 Mitherausgeber der Zeitschrift Balkan-Archiv, Neue Folge (zusammen mit Johannes Kramer).
Es folgte im Jahr 1978 eine Anstellung als wissenschaftlicher Mitarbeiter im DFG-Projekt Aromunischer Sprachatlas, anschließend am Lehrstuhl für Romanische Sprachwissenschaft an der Otto-Friedrich-Universität Bamberg. Dort hatte Dahmen dann nacheinander die Funktionen eines Akademischen Rates auf Zeit, eines Akademischen Rates und eines Akademischen Oberrates. 1982 wurde er mit einer Studie zur dialektalen Situation Zentralfrankreichs zum Doktor der Philosophie promoviert. Mitwirkung am Romanistischen Kolloquium an verschiedenen deutschen Universitäten.
Von 1990 bis 1991 war Dahmen im Rahmen einer DAAD-finanzierten Teilzeitdozentur an der Pädagogischen Hochschule Zwickau tätig. Über diese Nachwendezeit schreibt er: „[…] Die Bereitschaft, in dieser so überraschend aufgetretenen Situation etwas Neues anzupacken, war auf allen Seiten ungeheuer groß […]“. Zur Wahrnehmung der Vertretung der Professur für Romanische Sprachwissenschaft in Zwickau wurde er von 1991 bis 1993 an der Universität Bamberg freigestellt. Er wurde 1993 an der Universität Siegen habilitiert. Nachdem er danach für ein Semester die Professur für Romanische Sprachwissenschaft und Mediävistik in Bamberg vertreten hatte, kam Dahmen 1994 an die Universität Jena, wo er zunächst vertretungsweise eine Professur für Rumänische Philologie innehatte.

### Aufbau der Rumänistik in Jena
Im darauffolgenden Jahr wurde er zum Professor für Rumänische Philologie an der Friedrich-Schiller-Universität in Jena ernannt, wo er zwischen 2005 und 2008 Dekan der Philosophischen Fakultät war. „[…] die Berufung auf diese Stelle empfand ich als Erfüllung meiner beruflichen Vorstellungen […]“, sagt Dahmen im Rückblick. Es folgte von 2010 bis 2013 eine Mitgliedschaft im Senat der Universität Jena.
Über den Aufbau der Rumänistik in Thüringen sagt Dahmen: „[…] So darf man wohl ohne Übertreibung sagen, dass sich Jena nach und nach zu einem – vielleicht sogar zu dem – Anziehungspunkt für diejenigen Studentinnen und Studenten entwickelte, die sich für rumänische Sprache, Literatur und Kultur interessierten […]“. Von 2000 bis 2010 führte er zusammen mit Victoria Popovici jeweils im Frühjahr zweiwöchige Rumänisch-Intensivkurse durch, die von bis zu 100 Teilnehmenden besucht wurden.
In seiner Funktion als Professor für Rumänische Sprach- und Literaturwissenschaft hat er 1996 eine Gesprächsrunde mit dem damaligen rumänischen Staatspräsidenten Ion Iliescu an der Universität Jena organisiert.
Im Herbst des gleichen Jahres betätigte Dahmen sich als OSZE-Wahlbeobachter bei den Präsidentschaftswahlen in der Republik Moldau.
Zusammen mit Kolleginnen und Kollegen aus den Fächern Südslawistik und Osteuropäische Geschichte hat er 1997 den Studiengang Südosteuropastudien an der Universität Jena eingeführt. Von 2006 bis 2016 förderte die DFG in Jena das von Dahmen mit entwickelte Graduiertenkolleg Kulturelle Orientierungen und gesellschaftliche Ordnungsstrukturen in Südosteuropa, was er ab 2008 als Sprecher leitete.
Dahmen war bis 2016 als Professor, zuletzt ein Jahr als Seniorprofessor, an der Universität Jena tätig.

## Wissenschaftliche Aktivitäten
- Mitveranstalter des einmal jährlich stattfindenden Romanistischen Kolloquiums (1984–2015)
- Mitglied des Wissenschaftlichen Beirats der Union für Aromunische Sprache und Kultur (seit 1985)
- Vorsitzender des Balkanromanistenverbandes e.V. (1994–1999)
- Mitglied des Wissenschaftlichen Beirats der Zeitschrift Romanistik in Geschichte und Gegenwart (seit 1995)
- Mitglied (2008–2012 Vorsitzender) des Wissenschaftlichen Beirats der Südosteuropa-Gesellschaft (2000–2012)
- Mitglied des Herderpreis-Kuratoriums der Alfred-Toepfer-Stiftung (2003–2008)
- Mitglied des Beirats der Deutsch-Rumänischen Gesellschaft, Berlin (seit 2003)
- Mitglied (seit 2008 Sprecher) des Graduiertenkollegs 1412: Kulturelle Orientierungen und gesellschaftliche Ordnungsstrukturen in Südosteuropa[10] (2006–2016)
- Mitglied des Präsidiums der Südosteuropa-Gesellschaft (2008–2020)
- Mitglied des Redaktionsrates der Zeitschriften Lingua (Klausenburg), Philologica Jassyensia (Jassy), Studii de literatură română şi comparată (Temeswar)

## Herausgebertätigkeit
- Balkan-Archiv, Neue Folge, Hamburg – Veitshöchheim (zusammen mit J. Kramer), 1976–2007, jährlich
- Beihefte zum Balkan-Archiv, Neue Folge, Hamburg – Veitshöchheim (zusammen mit J. Kramer), bislang erschienen 11 Bände
- Zeitschrift für Balkanologie, Wiesbaden (zusammen mit Gabriella Schubert, P. Himstedt-Vaid, Reinhard Lauer), seit 2010, zweimal jährlich
- Romanistisches Kolloquium, Tübingen, 30 Bände, 1984–2017
- Bibliotheca Romanica et Latina (gemeinsam mit D. Briesemeister, E. Gärtner, S. Große, J. Kramer, A. Schönberger), bislang erschienen 4 Bände
- diverse Einzelbände

## Monographien
- Etude de la situation dialectale dans le Centre de la France. Un exposé basé sur l´Atlas linguistique et ethnographique du Centre, Paris 198, ISBN 2-222-03685-2.
- Aromunischer Sprachatlas. Bd. 1: Buske, Hamburg 1985, ISBN 3-87118-741-0; Bd. 2: Lehmann, Veitshöchheim 1994, ISBN 3-88162-156-3.
- Studien zur dialektalen Situation Zentralfrankreichs. Lehmann, Gerbrunn 1983, ISBN 3-88162-034-6 (Dissertation).

## Aufsätze (auszugsweise)
- Können uns Flurnamen etwas über die Herkunft der Siebenbürger Sachsen sagen?, in: Dahmen, Wolfgang – Himstedt-Vaid, Petra – Schubert, Gabriella (Hrsg.): Nomen est omen. Die Bedeutung von Namen in südosteuropäischen Kulturen, Wiesbaden 2023, 69–85 (zusammen mit S. Mersch).
- Bündnerromanische Bibeln in der Sicht eines sächsischen Pfarrers des 18. Jahrhunderts, Romanistik in Geschichte und Gegenwart 28, 2022, 209–223.
- Günter Reichenkron oder Was die Romanistik zur Balkanforschung beitragen kann, Zeitschrift für Balkanologie 58, 2022, 41–56.
- Orient oder Okzident? Rumänische Sprache, Literatur und Kultur zwischen lateinischem Erbe und balkanischen Nachbarn, in: Pila, Malinka (Hrsg.): Slavische Varietäten im Sprachkontakt, Wiesbaden: Harrassowitz 2022, 49–67.
- Ein sächsischer Pfarrer des 18. Jahrhunderts als Romanist und Rumänist avant la lettre?, in: Albrecht, Jörn – Narr, Gunter (Hrsg.): Geschichte der romanischen Länder und ihrer Sprachen. Festschrift für Rudolf Windisch, Tübingen 2021, 73–94 (zusammen mit E. Munteanu).
- Rumänische „Dialekte“ auf dem Balkan?, in: Ladilova, Anna – Leschzyk, Dinah – Müller, Katharina – Schweitzer, Nicolas – Seiler, Frank (Hrsg.): Bornistik. Sprach- und kulturwissenschaftliche Perspektiven auf die Romania und die Welt, Hamburg 2021, 293–305 (zusammen mit J. Kramer).
- DACI REDIVIVI. Die Wiederbelebung des Daker-Mythos in Rumänien unter verschiedenen politisch-sozialen Konstellationen, in: Dahmen, Wolfgang – Himstedt-Vaid, Petra – Schubert, Gabriella (Hrsg.): Von der Wiederholung zum Ritual. Rezente Prozesse in den Sprachen und Kulturen südosteuropäischer Gesellschaften, Wiesbaden 2020, 123–134.
- A la recherche de la Romania sud-est-européenne et au-delà, in: Ertler, Klaus-Dieter (Hrsg.): Romanistik als Passion. Sternstunden der neueren Fachgeschichte VII, Wien 2020, 77–104.
- „De la Rîm ne tragem“ – Zum Bezug auf die Antike in der rumänischen Geistesgeschichte, in: Maner, Hans-Christian – Zelepos, Ioannis (Hrsg.): Antike und Byzanz als historisches Erbe in Südosteuropa (19.-21. Jahrhundert), Berlin 2020, 83–97.
- Biblia de la Bucureşti (1688) într-o publicaţie germană din secolul al XVIII-lea, in: Ichim, Ofelia et al. (Hrsg.): 1918 – 2018. Limba şi cultura română – structuri fundamentale ale identităţii naţionale: evaluări, perspective, Bucureşti 2019, 83–103 (zusammen mit E. Munteanu).
- Sprachplurizentrismus in der Romania in Geschichte und Gegenwart: das Beispiel Rumänien, Romanistisches Jahrbuch 70, 2019, 33–57.
- Sprach- und Kulturkontakte im Zeichen des Ersten Weltkrieges: Rumänien zwischen Germano- und Romanophilie am Beginn des 20. Jahrhunderts, in: Szlezák, Edith – Szlezák, Klara Stephanie (Hrsg.): Sprach- und Kulturkontaktphänomene in der Romania. Festschrift für Ingrid Neumann-Holzschuh zum 65. Geburtstag, Berlin 2019, 91–108.
- Literatur im Dienste der nationalen Sache. Zur Verherrlichung der Muttersprache am Beispiel dreier Gedichte, in: Samson, Horst – Sterbling, Anton (Hrsg.): Die Sprache, die auf das Nichts folgt, die kennen wir nicht. Sätze und Texte für Richard Wagner, Ludwigsburg 2018, 177–194.
- Die europäische Charta der Regional- oder Minderheitensprachen, in: Schlösser, Rainer (Hrsg.): Sprachen im Abseits. Regional- und Minderheitensprachen in Europa, München 2015, 1–18.
- Decknamen der Securitate-Mitarbeiter, in: Tort i Donada, Joan – Montagut i Montagut, Montserrat (Hrsg.): Els noms en la vida quotidiana. Actes del XXIV Congrés Internacional d’ICOS sobre Ciències Onomàstiques, Barcelona 2014, Annex, Secció 5, 748–752 (zusammen mit J. Kramer).
- Enfin Atanasov vint! Versuch einer kurzen Wissenschaftsgeschichte der Meglenorumänistik, in: Aleksoska-Chkatroska – Hadži-Lega Hristoska, Joana (Hrsg.): РОМАНИСТИКА И БАЛКАНИСТИКА. Зборник на трудови во чест на проф. д-р Петар Атанасов по повод 75 години од животот, Скопје 2014, 203–216.
- Chancen und Perspektiven der Rumänisch-Studien heute, in: Hans-Christian Maner – Wolf Lustig (Hrsg.): Rumänisch in Mainz. Festschrift anlässlich der Eröffnung des Lektorats für Rumänische Sprache und Kultur an der Johannes-Gutenberg-Universität Mainz am 4. November 2013, Mainz 2014, 27–36.
- Die Auseinandersetzung der rumänischen Literatur mit der Securitate, in: Joachim von Puttkamer – Stefan Sienerth – Ulrich A. Wien (Hrsg.): Die Securitate in Siebenbürgen, Köln/Weimar/Wien 2014, 277–290 (zusammen mit G. Große).
- Iterativer Sprachkontakt und Lexikographie. Zur Behandlung der Slavismen in den Wörterbüchern des Rumänischen, in: Anja Overbeck – Wolfgang Schweickard – Harald Völker (Hrsg.): Lexikon, Varietät, Philologie. Romanistische Studien. Günter Holtus zum 65. Geburtstag, Berlin/Boston 2011, 415–424.
- Pro- und antiwestliche Strömungen im rumänischen literarischen Diskurs – ein Überblick, in: Gabriella Schubert – Holm Sundhaussen (Hrsg.): Prowestliche und antiwestliche Diskurse in den Balkanländern / Südosteuropa. 43. Internationale Hochschulwoche der Südosteuropa-Gesellschaft in Tutzing 4.–8. Oktober 2004, München 2008, 59–75.
- Magyarisierungsversuche im Siebenbürgen des 19. Jahrhunderts als Motor für die Sprachnormierung des Rumänischen, in: Wolfgang Dahmen – Rainer Schlösser (Hrsg.): Sexaginta. Festschrift für Johannes Kramer, Hamburg 2007, 97–110.
- Was heißt und zu welchem Ende studiert man Rumänische Philologie?, Philologica Jassyensia 2, 2006, 197–201.
- Übersetzen und Sprachgeschichte: Übersetzungen ins Bündnerromanische, in: Gerhard Ernst, u. a. (Hrsg.), Romanische Sprachgeschichte. Ein internationales Handbuch zur Geschichte der romanischen Sprachen, Bd. II, Berlin/New York 2006, 1367–1372.
- An den Grenzen der Romania: Romanische Minderheitensprachen in Privatkorrespondenz, in: Beatrice Bagola – Johannes Kramer (Hrsg.): Mosel, Maas, Mississippi. Kontakte zwischen Romania und Germania in Westeuropa und Nordamerika. Akten des Wissenschaftlichen Kolloquiums, Trier, 24.–28. April 2003, Veitshöchheim 2005, 307–319.
- Zwischen Umwerbung und Ignoranz – die Aromunen im Bewusstsein der Rumänen nördlich der Donau, in: Klaus Bochmann – Vasile Dumbrava (Hrsg.): Das Regionale in der rumänischen Kultur, Leipzig 2005, 95–103.
- Anglizismen im Französischen Frankreichs und Québecs – untersucht am Beispiel eines ausgewählten Textkorpus der Tageszeitungen Le Monde und Le Devoir, in: Wolfgang Dahmen u. a. (Hrsg.): Englisch und Romanisch, Tübingen 2005, 245–266 (zusammen mit Annett Grobe).
- Der rumänische Alexanderroman oder wozu es führen kann, wenn man in Deutschland Rumänisch studiert, in: Larisa Schippel (Hrsg.): Im Dialog: Rumänistik im deutschsprachigen Raum, Frankfurt u. a. 2004, 133–152.
- Rumänisch im Internet, in: Wolfgang Dahmen u. a. (Hrsg.): Romanistik und neue Medien, Tübingen 2004, 37–52 (zusammen mit Eugen Munteanu).
- Deutsch-rumänische Wissenschaftsbeziehungen – Retrospektive und Perspektiven, in: Artur Greive, u. a. (Hrsg.): Deutsche und rumänische Philologen in der Begegnung. Akten des gleichnamigen Kolloquiums in Cluj-Napoca vom 24.–26. Mai 2002, Cluj-Napoca 2003, 211–226.
- Auswirkungen des dakorumänisch-aromunischen Sprachkontakts, in: Winfried Busse – Schmidt, Radefeldt, Jürgen (Hrsg.): Rumänisch und Romanisch. Festschrift zum 60. Geburtstag von Prof. Dr. phil. habil. Rudolf Windisch, Rostock 2003, 91–102.
- Die Übertragung fremdsprachiger Familiennamen in die Nationalsprache im 19. und 20. Jahrhundert in romanischen Ländern, in: Kremer, Dieter – Arcamone, Maria Giovanna (Hrsg.): Onomastik, Bd. I: Chronik. Namenetymologie und Namengeschichte. Forschungsprojekte, Tübingen 2002, 245–252 (zusammen mit Johannes Kramer).
- Rumänisch, in: Janich, Nina – Greule, Albrecht (Hrsg.): Sprachkulturen in Europa. Ein internationales Handbuch, Tübingen 2002, 220–231.
- Identität und Abgrenzung im Donau-Balkan-Raum. Das Eigene und das Fremde im Spiegel der Literatur, in: M. Anghelescu – L. Schippel (Hrsg.): Im Dialog: Rumänische Kultur und Literatur, Leipzig 2000, 149–160 (zusammen mit G. Schubert).
- Der Romanitätsgedanke: eine Konstante in der rumänischen Geistesgeschichte?, in: S. Große – A. Schönfelder (Hrsg.), Dulce et decorum est philologiam colere. Festschrift für Dietrich Briesemeister zu seinem 65. Geburtstag, Berlin 1999, Bd. 2, 1799–1811.
- Jugendsprache vor und nach 1989 in Rumänien, Grenzgänge 10, 1998, 16 – 27 (zusammen mit S. Hecht).
- Die Anfänge der rumänischen Grammatikschreibung, in: E. Werner u. a. (Hrsg.), et multum et multa. Festschrift für Peter Wunderli zum 60. Geburtstag, Tübingen 1998, 57–68.
- Rumänische Sprachkultur im Überblick, in: A. Greule – F. Lebsanft (Hrsg.), Europäische Sprachkultur und Sprachpflege, Tübingen 1998, 179–194 (zusammen mit W. Schweickard).
- Rumänien, in: H. Goebl u. a. (Hrsg.): Kontaktlinguistik. Ein internationales Handbuch zeitgenössischer Forschung, Bd. 2, Berlin – New York 1997, 1458–1470.
- Die Bedeutung Venedigs für die Balkanromania, in: G. Holtus – J. Kramer – W. Schweickard (Hrsg.): Italica et Romanica. Festschrift für Max Pfister zum 65. Geburtstag, Bd. 2, Tübingen 1997, 313–325.
- Der Mioriţa-Stoff bei Dakorumänen und Aromunen, Balkan-Archiv, Neue Folge 19/20, 1994/95 (1996), 553–557.
- Slavisch-romanische Sprachkontakte, Namenkundliche Informationen, Beiheft 18, 1995, 98–109.
- Zwischen altem und neuem Rom. Zur besonderen Stellung der rumänischen Philologie in der Romanistik, Romanistik in Geschichte und Gegenwart 1, 1995, 135–148.
- Die süddanubischen Varianten des Rumänischen im Kontakt mit den Nachbarsprachen, in: W. Viereck (Hrsg.): Verhandlungen des Internationalen Dialektologenkongresses Bamberg 1990, Bd. 4, Stuttgart 1995, 163–171.
- Zu Stand und Aufgaben der romanistischen Namenforschung, Romanistik in Geschichte und Gegenwart 1, 1995, 17–31.
- Sprachgeographische Arbeiten zum okzitanischen Sprachgebiet. Forschungsstand und Perspektiven, in: O. Winkelmann (Hrsg.), Stand und Perspektiven der romanischen Sprachgeographie, Wilhelmsfeld 1993, 57–69.
- Zur Typologie der süddanubischen Rumänität – Istrorumänisch, Aromunisch und Meglenorumänisch im Spannungsfeld zwischen Romanität und Balkanität, Balkan-Archiv, Neue Folge 17/18, 1992/93, 125–134.
- Die Schweizer Italoromania, in: J. Kramer (Hrsg.): Die italienische Sprachwissenschaft in den deutschsprachigen Ländern, Hamburg 1993, 145–156.
- Ein fruchtbarer wissenschaftlicher Irrweg: die Herkunft der Siebenbürger Sachsen aus Luxemburg, in: W. Dahmen u. a. (Hrsg.): Germanisch und Romanisch in Belgien und Luxemburg, Tübingen 1992, 84–97 (zusammen mit J. Kramer).
- Surselvische Grammatiken des 18. und der ersten Hälfte des 19. Jahrhunderts, in: W. Dahmen u. a. (Hrsg.): Zur Geschichte der Grammatiken romanischer Sprachen, Tübingen 1991, 67–82.
- Romanische vs. nicht-romanische Hodonymie, in: J.-C. Boulanger (Hrsg.): Actes du XVIe Congrès international des sciences onomastiques, Québec 1990, 189–197.
- Latein und Romanisch und die Versuche zur Verschriftung des Aromunischen zu Anfang des 19. Jahrhunderts, in: W. Dahmen u. a. (Hrsg.): Latein und Romanisch, Tübingen 1987, 40–52.
- Selbstbezeichnung und Fremdbenennung der Aromunen, Balkan-Archiv, Neue Folge 7, 1982, 205–214
- Die Namen der Aromunensiedlungen in Griechenland, in: Proceedings of the 13th International Congress of Onomastic Sciences, Kraków 1981, 323–328 (zusammen mit J. Kramer).
- Gustav Weigand und die Nationalbewegungen auf dem Balkan, Balkan-Archiv, Neue Folge 5, 1980, 77–88.
- Dialektologische Forschungen bei den Aromunen im Jahre 1976, Balkan-Archiv, Neue Folge 1, 1976, 7–78 (zusammen mit B. Kramer u. a.).

## Auszeichnungen
- 2015: Ehrendoktorwürde der Universität Alexandru Ioan Cuza Iași[11]
- 2013: Orden des rumänischen Staatspräsidenten Meritul Cultural în grad de Comandor[12]
- 2006: Ehrendoktorwürde der Babeș-Bolyai-Universität Cluj